# Nationale Strategie zur biologischen Vielfalt
Die Nationale Strategie zur biologischen Vielfalt (auch: nationale Biodiversitätsstrategie, kurz NBS) ist eine politische Strategie zur Erhaltung und Wiederherstellung der Diversität von Landschaften, von Pflanzen und Tieren auf dem Gebiet der Bundesrepublik einschließlich ihrer Seegebiete.

Die deutsche Bundesregierung verabschiedete die erste Auflage der Strategie am 7. November 2007 (NBS2007) und kam damit einem Auftrag aus dem Übereinkommen über die biologische Vielfalt (englisch: Convention on Biological Diversity, CBD) nach. Als Unterzeichnerin dieses Übereinkommens hatte sich die Bundesrepublik 1992 verpflichtet, ihren Beitrag zum Erhalt der Arten und Lebensräume zu leisten. Die Strategie zielte im ersten Zeithorizont bis zum Ende des Jahres 2020 auf die Verwirklichung von 330 Zielen und rund 430 Maßnahmen, durch die der Rückgang der biologischen Vielfalt aufgehalten werden sollte. Mittels Indikatoren wurde der Stand der Umsetzung immer wieder bewertet. Die Resultate wurden veröffentlicht. Die Ziele der NBS 2007 wurden nachweislich nicht erreicht.

Nach der Verabschiedung des Globalen Biodiversitätsrahmens von Kunming-Montreal Ende 2022 wurde im Sommer 2023 ein öffentlicher Konsultationsprozess zur Neuauflage der NBS gestartet.

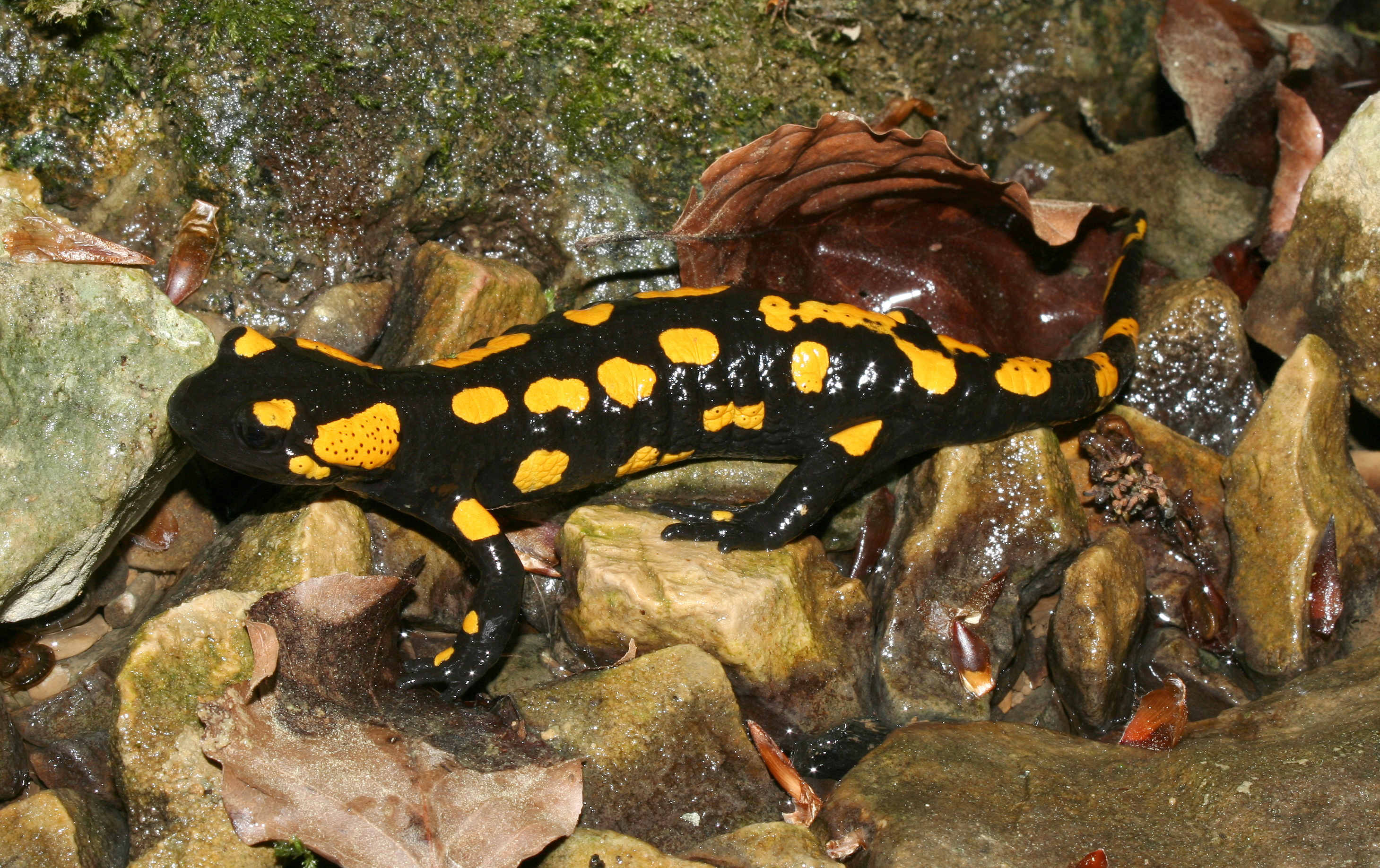
Mit Biodiversitäts-Korridoren und Biotopschutz sollen besonders geschützte Tier- und Pflanzenarten wie der Feuersalamander vor dem Aussterben bewahrt werden

Am 18. Dezember 2024 hat das Bundeskabinett die Nationale Strategie zur Biologischen Vielfalt 2030 (NBS 2030) verabschiedet. Die NBS 2030 bündelt alle für den Biodiversitätsschutz zentralen Themen und Ziele in insgesamt 21 Handlungsfeldern mit 64 Zielen unter einem strategischen Dach. Im Aktionsplan sind rund 250 Maßnahmen aufgeführt, die die Bundesregierung bis 2027 umsetzen will. Nach einer Bilanz im Jahr 2027 sollen weitere Maßnahmen benannt werden, die sicherstellen sollen, dass die Ziele bis 2030 auch erreicht werden.
Die folgenden Angaben beziehen sich auf die NBS 2007.

## Prozess
Ein Entwurf für eine nationale Strategie zur Erhaltung der biologischen Vielfalt in Deutschland lag bereits 1995 vor. Im gleichen Jahr gab es einen „Nationalbericht zur Umsetzung der Konvention über Biologische Vielfalt“ der Bundesregierung. Weitere Nationalberichte folgten 1998 und 2001. 2002 wurde ein Bericht nach Art. 6 der CBD über die „Strategien zur Umsetzung der CBD in Deutschland“ veröffentlicht. 2005 folgte ein weiterer Nationalbericht zur Umsetzung der Konvention. 2004 und 2005 wurde ein weiterer Entwurf einer „nationalen Strategie“ erarbeitet, der jedoch erst zwei Jahre später, im Mai 2007, veröffentlicht wurde. Das Bundesumweltministerium (BMU) hatte schließlich im Dezember 2007 mit der Umsetzung der Nationalen Strategie zur biologischen Vielfalt begonnen und plante einen umfangreichen Prozess zur Einbeziehung vieler gesellschaftlichen Gruppen. Damit wurde ein Beschluss des Übereinkommens über die biologische Vielfalt (Convention on biological diversity CBD) schließlich umgesetzt.
Den Bundesländern obliegt nicht nur die generelle Zuständigkeit für den Naturschutz im föderalen Deutschland, sondern sie sind auch als Experten und strategische Partner für die weitere Planung und Umsetzung der Strategie wichtig.
Jährlich findet ein nationales Forum zur biologischen Vielfalt statt. Es dient der Vernetzung der Akteure untereinander und greift aktuelle Schwerpunkte aus dem laufenden NBS-Umsetzungsprozess auf. Seit 2008 werden themenspezifische Dialogforen durchgeführt. Ziel dieser Veranstaltungen ist es, zusammen mit Akteursgruppen Wege zur Verwirklichung der Ziele zu finden. Im Rahmen regionaler Foren im Jahr 2008 wurde die NBS in verschiedenen Regionen Deutschlands bekannt gemacht, Schwerpunktthemen der Strategie wurden diskutiert.

### Bundesprogramm Biologische Vielfalt
Die Nationale Strategie zur biologischen Vielfalt wird seit 2011 durch das Bundesprogramm Biologische Vielfalt (leben.natur.vielfalt) umgesetzt. Im Koalitionsvertrag von 2009 gab es dazu eine Vereinbarung. Als Förderschwerpunkte werden Projekte genannt, die zum Schutz von Arten oder Lebensräumen beitragen oder das gesellschaftliche Bewusstsein für die biologische Vielfalt stärken:
- Verantwortungsarten: 25 Tier- und 15 Pflanzenarten, die nur in Deutschland vorkommen (endemische Art) oder einen hohen Anteil an der Weltpopulation haben (Biodiversitäts-Hotspot)
- Hotspots der biologischen Vielfalt: Innerhalb der Hotspot-Regionen – mit etwa 11 Prozent der Fläche in Deutschland – werden 30 förderfähige Schwerpunkte mit hoher Dichte und Vielfalt charakteristischer Arten, Populationen und Lebensräume benannt. Projekte müssen „einen wesentlichen Beitrag zur nachhaltigen Entwicklung und Optimierung des gesamten Hotspots leisten.“
- Ausgleichszahlungen für Ökosystemleistungen (Payments for ecosystem services): Ökosystemdienstleistungen der natürlichen Umwelt haben für den Menschen als Existenzgrundlage einen hohen wirtschaftlichen Wert. Die Bereitstellung von Trinkwasser, Nahrungsmitteln und Energieträgern, Kohlenstoffspeicherung als Beitrag zum Klimaschutz, Hochwasserschutz, sowie die Bedeutung von Naturräumen für Gesundheit und Erholung werden genannt. Schwerpunkte sind Flussauen[5]
- Repräsentative Maßnahmen mit Bundesinteresse: Übergreifende oder themenspezifische Kommunikations-, Bildungs- und Akzeptanzprojekte. Projekte zur natur- und klimaschutzkonformen Entwicklung urbaner Räume. Projekte zur Entschneidung und Wiedervernetzung von Ökosystemen und Landschaften. Ausbau des deutschen Clearing-House-Mechanismus der UN-Biodiversitätskonvention.

Liste der 40 Verantwortungsarten
Von der Bechsteinfledermaus (Myotis bechsteinii) bis zur Europäischen Wildkatze (Felis silvestris silvestris) werden 5 Säugetierarten genannt. 

Vögel: Bergente (Aythya marila marila), Goldregenpfeifer (Pluvialis apricaria altifrons), Kiebitz (Vanellus vanellus), Mittelspecht (Dendrocopos medius), Rotmilan (Milvus milvus), Trauerente (Melanitta nigra nigra), Zwergschwan (Cygnus columbianus bewickii). 

Amphibien: Feuersalamander (Salamandra salamandra), Gelbbauchunke (Bombina variegata variegata). 

2 Fisch-, 6 Insekten- und 3 Molluskenarten (Abgeplattete Teichmuschel, Flussperlmuschel, Gemeine Malermuschel). 

15 Pflanzenarten (von Berg-Wohlverleih bis Gelbes Galmei-Stiefmütterchen).
Die Liste wurde vom BMU und vom Bundesamt für Naturschutz unter Einbeziehung der Bundesländer erarbeitet.
Konkrete Projekte an Biodiversitäts-Hotspots von nationaler Bedeutung
- Lebensader Oberrhein – Naturvielfalt von nass bis trocken, Projektgebiete in Rheinland-Pfalz, Baden-Württemberg und Hessen, Laufzeit: 1. Oktober 2013 bis 30. September 2019, NABU Rheinland-Pfalz, NABU Baden-Württemberg und NABU Hessen, Bundesministerium für Umwelt, Naturschutz und Reaktorsicherheit, Bundesamt für Naturschutz, Finanzvolumen: ca. 5 Mio. Euro[7]
- Stärkung und Vernetzung von Gelbbauchunken-Vorkommen in Deutschland, 130 Projektgebiete, Laufzeit: 21. Dezember 2011 bis 28. Februar 2018, NABU Niedersachsen, NABU-Stiftung Nationales Naturerbe, Finanzvolumen 3,2 Mio. Euro
- Löffelkraut & Co: Schutzprojekte für das Bayerische Löffelkraut (Cochlearia bavarica), Laufzeit bis Ende 2015
- Erhalt und Entwicklung des überregional bedeutsamen Vorkommens des Feuersalamanders im Thüringer Wald  (Naturstiftung David)
- Wildkatzensprung: Wiedervernetzung der Wälder Deutschlands mit langfristig 50 Meter breiten Waldkorridoren auf 20.000 Kilometern Länge (2011 bis 2017, 5,2 Millionen Euro, BUND, Projektpartner Senckenberg-Institut)[8]
- Bechsteinfledermaus-Projekt im Rheingau-Taunus-Kreis und Wiesbaden: Förderung eines Kolonieverbundes der Bechsteinfledermaus im europäischen Populationszentrum – Entwicklung und Umsetzung von Schutzmaßnahmen zur Integration in die forstliche Bewirtschaftung. Das Projekt lief vom 15. Juli 2013 bis 14. Februar 2019.[9] Mit 900.000 Euro Bundeszuschuss wurden unter anderem 76 Quartierbäume von 32 Wochenstubenkolonien der Art entdeckt und zu ihrem Schutz markiert und 80 alte Eichen erworben, um sie dauerhaft zu erhalten.[10]

Liste der Hotspots der biologischen Vielfalt in Deutschland
1. Allgäuer Alpen (Allgäuer Kalkalpen, Nördliche Kalkwestalpen, Ochsenkopf-Weiherkopf-Schnipperkopf)
2. Ammergebirge, Niederwerdenfelser Land und Obere Isar
3. Alpenvorland zwischen Mangfall und Inn (Inn-Chiemsee-Hügelland)
4. Ammer-Loisach-Hügelland und Lech-Vorberge mit Kempter Wald
5. Oberschwäbisches Hügelland und Adelegg (mit Pfänder und Westallgäuer Hügelland)
6. Hochschwarzwald mit Alb-Wutach-Gebiet
7. Schwäbische Alb
8. Hinterer Bayerischer Wald
9. Nördliche Frankenalb
10. Nördliche Oberrheinebene mit Hardtplatten (Hardtebenen, Mainz-Ingelheimer Rheinebene, …)
11. Donnersberg, Pfälzerwald und Haardtrand
12. Mittelrheintal mit den Seitentälern Nahe und Mosel
13. Saar-Ruwer-Hunsrück, Hoch- und Idarwald und Oberes Nahebergland
14. Kalk- und Vulkaneifel
15. Rhön (Hohe Rhön, Östliches Rhönvorland, Westliche und östliche Kuppenrhön)
16. Thüringer Wald und nördliche Vorländer
17. Werratal mit Hohem Meißner und Kaufunger Wald
18. Südharzer Zechsteingürtel, Kyffhäuser und Hainleite
19. Harz
20. Oberlausitzer Heide- und Teichlandschaften
21. Senne mit angrenzendem Teutoburger Wald
22. Südliches Emsland und nördliche Westfälische Bucht
23. Hunte-Leda-Moorniederung, Delmenhorster Geest und Hümmling
24. Untere Wümmeniederung mit Teufelsmoor und Wesermünder Geest
25. Mecklenburgisch-Brandenburgisches Kleinseenland (Neustrelitzer Kleinseenland, Templiner Platte, Woldegk-Feldberger Hügelland)
26. Schorfheide mit Neuenhagener Oderinsel
27. Schleswig-Holsteinische Ostseeküste, Angeln, Schwansen, Dänischer Wohld (mit glazialer Rinnen-Landschaft der Ostseeförde Schlei)
28. Westmecklenburgische Ostseeküste und Lübecker Becken (Wakenitz-Rinne, Untertrave-Förde)
29. Vorpommersche Boddenlandschaft und Rostocker Heide
30. Insel Usedom und Ostvorpommersche Küste

Es gibt dazu auch eine Karte sowie Kurzbeschreibungen mit Charakteristika und Detailkarten auf der Website des Bundesamts für Naturschutz.
Weitere konkrete Projekte (Stand: April 2013)
- Auenentwicklung und Auenverbund an der Unteren Mittelelbe – Sicherung der biologischen Vielfalt und der Ökosystemdienstleistungen von Auen am Beispiel des UNESCO-Biosphärenreservates Flusslandschaft Elbe: Hohe Garbe und Elbabschnitt von Dömitz bis Wittenberge, Laufzeit vom 11. November 2012 bis 31. Oktober 2017 mit einem Gesamt-Finanzvolumen von 3,64 Mio. Euro
- Lebendige Luppe – Attraktive Auenlandschaft als Leipziger Lebensader: Bei einer Laufzeit vom 1. Mai 2012 bis 31. März 2018 wird ein Gesamt-Finanzvolumen von 6,7 Mio. Euro kalkuliert.[12]
- Aller-Projekt (Aktion Fischotterschutz e. V.),
- BeachExplorer (Umweltbeobachtung und Umweltbildung im Wattenmeer, Schutzstation Wattenmeer)
- Projektförderung im Wälderhaus Hamburg-Wilhelmsburg (Science Center Wald mit 650 m2 Ausstellungsfläche zur Internationalen Gartenschau igs 2013, Schutzgemeinschaft Deutscher Wald, Finanzvolumen 508.748 Euro)
- Fokus Biologische Vielfalt – von der Naturerfahrung zur politischen Bildung: Entwicklung von Unterrichtsmaterialien, Naturschutzjugend, Laufzeit 1. Dezember 2012 bis 31. Mai 2016
- Sicherung der biologischen Vielfalt durch Weiterentwicklung des Grünen Bandes

### Weitere Ziele
Die NBS will den Ausbau des Biotopverbundes und des Schutzgebietsnetzes vorantreiben, wie schon im Netzwerk Natura 2000 angestrebt. Der Artenschutz und der Erhalt der genetischen Vielfalt sollen zudem über wissenschaftliche Netzwerke gestärkt werden (Forschungsverbünde). Zu den rechtlichen Instrumenten gehören unter anderem das Washingtoner Artenschutzübereinkommen und das Bundesnaturschutzgesetz. Der Einsatz gentechnisch veränderter Organismen soll strengen Zulassungsverfahren unterliegen, was jedoch nicht konkretisiert wurde.
Für Gewässer bietet die Wasserrahmenrichtlinie der EU Zielvorgaben für eine ökologische Verbesserung von Fließgewässern und Seen. Neben einer Verringerung der Verschmutzung soll vor allem die Durchlässigkeit erhöht werden. Da die land- und forstwirtschaftlich genutzten Gebiete immer noch zusammen fast 80 % der Fläche Deutschlands ausmachen, wird die Vielfalt in der Landwirtschaft gefördert.
Die Umsetzung der Strategie braucht gesellschaftliche Unterstützung. Deswegen ist das Monitoring des gesellschaftlichen Bewusstseins für Natur, Naturschutz und biologische Vielfalt in der NBS als konkretes Ziel festgehalten. In Kapitel B5 heißt es: „Im Jahre 2015 zählt für mindestens 75 Prozent der Bevölkerung die Erhaltung der biologischen Vielfalt zu den prioritären gesellschaftlichen Aufgaben. Die Bedeutung der biologischen Vielfalt ist fest im gesellschaftlichen Bewusstsein verankert. Das Handeln der Menschen richtet sich zunehmend daran aus und führt zu einem deutlichen Rückgang der Belastung der biologischen Vielfalt.“ Mit den Naturbewusstseinsstudien werden zweijährlich die für die Berechnung des Indikators zur „Bedeutsamkeit umweltpolitischer Ziele und Aufgaben“ erforderlichen Daten erhoben. Aus den Studienbefunden können außerdem wichtige Hinweise für die Naturschutzpolitik, die allgemeine und zielgruppenspezifische Naturschutzkommunikation und die Bildungsarbeit abgeleitet werden.
Ein weiterer Aspekt ist der Naturschutz in der Entwicklungszusammenarbeit: Der Erhalt von genetischen Ressourcen und der Vorteilsausgleich (ABS) sollen unterstützt werden. Beispiele guter Praxis sowie Forschungsergebnisse sollen ärmeren Ländern zur Verfügung gestellt werden, und die Bedeutung von Biodiversität in der Armutsbekämpfung und Entwicklungszusammenarbeit soll sichtbarer gemacht werden.

### Naturschutz-Offensive 2020
2014 wurde ein sogenannter „Indikatorenbericht“ zur Nationalen Strategie vorgelegt. Dieser machte deutlich, dass die bisherigen Maßnahmen zum Schutz und Erhalt der biologischen Vielfalt bei weitem nicht ausreichen, um die Ziele der Strategie zu erreichen. Deshalb startete die damalige Bundesumweltministerin Barbara Hendricks im Oktober 2015 eine „Naturschutz-Offensive 2020“. Darin macht das BMU deutlich, in welchen Handlungsfeldern zu wenig passiert und mehr Anstrengungen notwendig waren. Es wurde wieder eine Liste mit den zehn wichtigsten Feldern definiert und 40 vordringliche Maßnahmen genannt.

## Ergebnisse
Welchen Erfolg die Strategie hat, kann an sogenannten „Biodiversitätsparametern“ abgelesen werden. Auf verschiedenen räumlichen und funktionellen Skalen wird die Diversität der Organismen und Landschaftsräume gemessen.
Neben den klassischen biologisch orientierten Disziplinen wie Taxonomie oder Ökologie bezieht sie auch einen starken Anteil gesellschaftswissenschaftlicher und ökonomischer Aspekte und Disziplinen beim Prozess der NBS ein. Im Rahmen der Arbeit von Diversitas-Deutschland soll diese Interdisziplinarität in Deutschland verstärkt entwickelt werden.
Laut WWF Deutschland wurde das Ziel geschützte Wildnisgebiete bis Ende 2020 auf 2 Prozent der Landfläche zu erweitern, deutlich verfehlt. Dies wurde durch eine Umfrage unter den Bundesländern bestätigt.

## Kritik
Der NABU und der BUND kritisierten in einem gemeinsamen Papier 2010, dass Biodiversitätspolitik sich nicht nur an die jeweiligen für den Naturschutz zuständigen Ressorts richte, sondern eine Querschnittsaufgabe sei, die die Anstrengungen nicht nur der Umweltministerien, sondern z. B. auch der Verkehrs-, Wirtschafts- und Agrarministerien erfordere.
Die Bundestagsfraktion von Bündnis 90/Die Grünen kritisierte im Jahr 2011, die Umsetzung der nationalen Strategie zur Biodiversität könne nicht überzeugen: Das Bundesprogramm Biologische Vielfalt sei mit 15 Millionen Euro erheblich unterfinanziert. Schließlich würden diesen Mitteln mehr als das 3.000-fache (48 Milliarden Euro) an umweltschädlichen Subventionen gegenüberstehen. Wer Ökosystemleistungen als Existenzgrundlage erhalten wolle, müsse für die Natur mehr als ein Taschengeld bereitstellen. Zudem könnten ressortübergreifende Instrumente, die die Ursachen des Biodiversitätsverlustes bekämpfen, nicht durch Naturschutzgroßprojekte ersetzt werden.
2012 wies der NABU darauf hin, dass es noch in den meisten Bundesländern keine konkreten Handlungsanleitungen zum Schutz der Vielfalt an Arten, Lebensräumen und genetischem Erbe der Natur gab. Nur in Berlin und Thüringen wurden Strategien verabschiedet und waren für 2012 in Baden-Württemberg und Nordrhein-Westfalen geplant.
Als eine der Kernforderungen zur Bundestagswahl 2013 forderte der NABU zudem, dass das Bundesprogramm Biologische Vielfalt finanziell gestärkt und bis zum Jahr 2016 auf ein Volumen von 100 Millionen Euro aufgestockt werden müsse. Für die Zielerreichung sei auch wesentlich, weitere 30.000 Hektar im Bundesbesitz eigentumsrechtlich dauerhaft als Nationales Naturerbe zu sichern.